# 小行星5642
小行星5642（5642 Bobbywilliams）是一颗绕太阳运转的小行星，为火星轨道穿越小行星。该小行星于1990年7月27日发现。

## 轨道参数
小行星5642的轨道半长轴为2.3149176 UA，离心率为0.334。